# ピエール1世・ド・リュクサンブール (サン＝ポル伯)
ピエール1世・ド・リュクサンブール（Pierre Ier de Luxembourg, 1390年 - 1433年）は、百年戦争期のフランスの貴族、軍人。ブリエンヌ伯およびコンヴェルサーノ伯（1397年 - 1433年）、サン＝ポル伯（1430年 - 1433年）。

## 生涯
リニー伯ギーの息子ジャン・ド・リュクサンブールと、ブリエンヌ伯ルイ・ダンギャンの娘で女子相続人のマルグリット・ダンギャンの間の長男として生まれた。百年戦争では弟のリニー伯ジャン、ルーアン大司教・フランス大法官ルイとともに、イングランド＝ブルゴーニュ陣営についた。1430年にブルゴーニュ公フィリップ・ル・ボンが金羊毛騎士団を創設した際、騎士団の最初の30人の会員の1人に選ばれている。1433年、摂政のベッドフォード公ジョン・オブ・ランカスターの義父となったことから、イングランド軍の司令官の地位を与えられた。
1430年に従甥のブラバント公フィリップ・ド・サン＝ポル、伯母のジャンヌが相次いで死んだため、サン＝ポル伯領を継いだ。このときリニー伯領も同時に相続するはずだったが、伯母のジャンヌは慣例に反してお気に入りだったピエールの次弟ジャンにリニーを譲ったという。ランビュールにおいてペストに罹り急死、遺骸はセルカン修道院に葬られた。

## 子女
1405年5月8日、ナポリ貴族のアンドリア公フランチェスコ1世・デル・バルツォの娘マルゲリータ（1394年 - 1469年11月15日）と結婚した。マルゲリータは名目上のラテン皇帝ジャック・デ・ボーおよびナポリ王妃アントーニア・デル・バルツォの異母妹にあたる。夫妻は以下の子供をもうけた。
- ジャケット（1415年頃 - 1472年） - 1433年にベッドフォード公ジョン・オブ・ランカスターと結婚、1435年に初代リヴァーズ伯リチャード・ウッドヴィルと再婚
- ルイ（1418年 - 1475年） - サン＝ポル伯、ブリエンヌ伯、リニー伯、ギーズ伯、コンヴェルサーノ伯、フランス大元帥（英語版）
- カトリーヌ（? - 1492年） - 1445年、ブルターニュ公アルテュール3世と結婚
- フィリップ（生没年不明） - サン＝メクソン女子修道院長
- イザベル（? - 1472年） - 1443年、メーヌ伯シャルル4世・ダンジューと結婚
- ティボー（フランス語版）（? - 1477年） - フィエンヌ領主、ル・マン司教
- ジャック（フランス語版）（? - 1487年） - リシュブール領主
- ワレラン（生没年不明、夭折）
- ジャン（生没年不明、アフリカで死去）

## 引用
1. ↑  R・ペルヌー、M・V・クラン『ジャンヌ・ダルク』東京書籍、1992年、P183